# Faculté MISM-université Guelma
 (juin 2023).
La mise en forme du texte ne suit pas les recommandations de Wikipédia : il faut le « wikifier ».
Les points d'amélioration suivants sont les cas les plus fréquents. Le détail des points à revoir est peut-être précisé sur la page de discussion.
- Les titres sont pré-formatés par le logiciel. Ils ne sont ni en capitales, ni en gras.
- Le texte ne doit pas être écrit en capitales (les noms de famille non plus), ni en gras, ni en italique, ni en « petit »…
- Le gras n'est utilisé que pour surligner le titre de l'article dans l'introduction, une seule fois.
- L'italique est rarement utilisé : mots en langue étrangère, titres d'œuvres, noms de bateaux, etc.
- Les citations ne sont pas en italique mais en corps de texte normal. Elles sont entourées par des guillemets français : « et ».
- Les listes à puces sont à éviter, des paragraphes rédigés étant largement préférés. Les tableaux sont à réserver à la présentation de données structurées (résultats, etc.).
- Les appels de note de bas de page (petits chiffres en exposant, introduits par l'outil «  Source ») sont à placer entre la fin de phrase et le point final[comme ça].
- Les liens internes (vers d'autres articles de Wikipédia) sont à choisir avec parcimonie. Créez des liens vers des articles approfondissant le sujet. Les termes génériques sans rapport avec le sujet sont à éviter, ainsi que les répétitions de liens vers un même terme.
- Les liens externes sont à placer uniquement dans une section « Liens externes », à la fin de l'article. Ces liens sont à choisir avec parcimonie suivant les règles définies. Si un lien sert de source à l'article, son insertion dans le texte est à faire par les notes de bas de page.
- La présentation des références doit suivre les conventions bibliographiques. Il est recommandé d'utiliser les modèles {{Ouvrage}}, {{Chapitre}}, {{Article}}, {{Lien web}} et/ou {{Bibliographie}}. Le mode d'édition visuel peut mettre en forme automatiquement les références.
- Insérer une infobox (cadre d'informations à droite) n'est pas obligatoire pour parachever la mise en page.

Pour une aide détaillée, merci de consulter Aide:Wikification.
Si vous pensez que ces points ont été résolus, vous pouvez retirer ce bandeau et améliorer la mise en forme d'un autre article.
 (juin 2023).
La Faculté des mathématiques , de l'informatique et des sciences de la matière - université  de Guelma (en arabe : كلية الرياضيات ، الاعلام الآلي و علوم المادة جامعة قالمة) est l’une des sept facultés de l’université 8 mai 1945 Guelma, université algérienne située dans la ville de Guelma.

## Localisation
La faculté se situe dans l'ancien campus de l’université de Guelma qui est localisée dans la ville de Guelma.

## Histoire
La faculté des mathématiques, de l’informatique et des sciences de la matière a été créée le 12 janvier 2010 par décret exécutif ministériel pour répondre aux besoins de formations diplômantes dans les sciences exactes, dans les filières mathématiques, physique, chimie et informatique.
Le doyen est le professeur Athmane Meddour.

## Architecture
Deux grands troncs communs conformes aux domaines de formation du système LMD  :
- tronc commun des Sciences de la matière (SM) : rattaché au département des sciences de la matière ;
- tronc commun de Mathématiques et d'informatique (MI) : rattaché au département de Mathématiques.

## Organisation
Elle est répartie sur trois départements offrant environ 13 spécialités :
- département des sciences de la matière ;
- département des mathématiques ;
- département de l'informatique.

## Formations dispensées
La faculté MISM offre des parcours de formations très diversifiées et répondant aux besoins du secteur socio-économique, d’une part, et aux besoins de l’enseignement supérieur et de la recherche scientifique d’autre part.
En effet, les formations dans le cycle de graduation sont des diplômes de licence et de Master dans les  filières Mathématiques, informatique, physique et chimie.
Une licence professionnelle est assurée dans la filière informatique pour satisfaire les exigences de l’environnement en cadres qualifiés dans les réseaux et technologies Web.
En post-graduation, la faculté assure la formation des doctorants destinés à renforcer les capacités d’enseignement à l’université et aussi à doter les entités de recherches (laboratoires, centres de recherche) de compétences spécialisés.
Les formations dispensées sont les suivantes :
- Licence
  1. Informatique (licence Information des systèmes et ingénierie des logiciels, systèmes d'Information (ISIL et SI))
  2. Mathématiques (licence des mathématiques)
  3. Chimie et physique (chimie fondamentale, chimie physique, physique des matériaux)
- Master
  1. Informatique (Systèmes informatiques (SI)et STIC)
  2. Mathématiques (Équations aux dérivées partielles et analyse numérique)
  3. Chimie et physique (master Chimie physique et Master physique de la matière condensée)
- Ingénieur en informatique
- Licence professionnel RTW
- Doctorat
  1. Informatique : Systèmes informatique et STIC
  2. Mathématiques
  3. Chimie

## Les laboratoires de recherches
La faculté  compte 8 laboratoires de recherche dont 3 en chimie, 2 en mathématiques et en physique et 1 en informatique.
Les laboratoire de la faculté sont les suivants :
- Labstic : Laboratoire des Sciences et Technologies de l’Information et de la Communication
- LMAM : Laboratoire de Mathématiques appliquées et Modélisation
- ACED : Laboratoire d’Analyse et contrôle des Équations différentielles
- LCA : Laboratoire de Chimie Appliquée
- LCCN : Laboratoire de Chimie Computationnelle et Nanostructures
- LPG : laboratoire de Physique de Guelma
- L2PM : Laboratoire de Physique des Matériaux
- LCP : Laboratoire de Chimie Physique

## Chiffres clés
| Nombre de départements | Nombre d’étudiants en graduation | Nombre de doctorants | Nombre d’enseignants (tous grades confondus) | Personnel administratif et technique |
| ---------------------- | -------------------------------- | -------------------- | -------------------------------------------- | ------------------------------------ |
| 3                      | 1189                             | 94                   | 168                                          | 90                                   |